# Dikaliumnonahydridorhenat(VII)
Dikaliumnonahydridorhenat(VII) ist eine anorganische chemische Verbindung aus der Gruppe der Rhenate.

## Gewinnung und Darstellung
Dikaliumnonahydridorhenat(VII) kann durch eine zweistufige Reaktion gewonnen werden. Dabei wird zuerst Dinatriumnonahydridorhenat(VII) mit Bariumhydroxid umgesetzt und das entstehende Zwischenprodukt mit einer Mischung aus Kaliumsulfat und Kaliumhydroxid umgesetzt.
{\displaystyle \mathrm {Na_{2}ReH_{9}+Ba(OH)_{2}\longrightarrow BaReH_{9}+2\ NaOH} }
{\displaystyle \mathrm {BaReH_{9}+K_{2}SO_{4}\longrightarrow K_{2}ReH_{9}+BaSO_{4}} }

## Eigenschaften
Dikaliumnonahydridorhenat(VII) ist ein diamagnetisches weißes Pulver, das löslich in Wasser ist und durch Alkali stabilisiert wird. Es ist wenig löslich in Methanol. An normal feuchter Luft ist es unbeständig unter Bildung von Perrhenat und Carbonat. Es besitzt eine hexagonale Kristallstruktur mit der Raumgruppe P62m (Raumgruppen-Nr. 189) und den Gitterparametern a = 960,7 pm und c = 550,8 pm. Die wasserstoffreichen Verbindungen K2ReH9, BaReH9 und K2TcH9 enthalten komplexe Anionen, deren Metallatome sich in dreifach überdachten trigonalen Prismen aus Wasserstoffatomen befinden. Dikaliumnonahydridorhenat(VII) wurde in den 1960er Jahren als erste komplexe Übergangsmetallhydridverbindung entdeckt.